# 나데즈다 스타소바
나데즈다 바실리예브나 스타소바(러시아어: Наде́жда Васи́льевна Ста́сова, 1822년 6월 12일~1895년 9월 27일)는 러시아 제국의 교육자, 사회 활동가이자 여성주의자이다. 건축가인 아버지 바실리 스타소프(Vasily Stasov)의 귀족 가정에서 태어나 알렉산드르 1세를 대부로 두었다. 청년기에 개인적 좌절을 겪은 후 여성의 교육과 경제적 독립에 헌신했다. 안나 필로소포바, 마리아 트루브니코바와 함께 러시아의 여성운동을 이끈 초기의 지도자 중 한 명으로, 셋을 이른바 "삼두정"(triumvirate)으로 칭하기도 하였다.
스타소바와 필로소포바, 트루브니코바는 출판사를 포함하여 여성의 문화적, 경제적 독립을 증진하기 위한 조직들을 이끌었으며 러시아 제정으로 하여금 제한적이나마 여성의 고등 교육을 허용하도록 촉진했다. 스타소바는 1878년 여성 고등교육기관인 베스투제프 코스(Bestuzhev Courses)의 주 조직자가 되었으나 정치적 압력을 받아 물러나야 했다. 말년까지 러시아에서 여성의 권리를 위한 지원에 나섰다. 1895년 사망하였다.